# Henk Numan
Henk Numan, född den 13 juni 1955 i Amsterdam, Nederländerna, död 26 april 2018 i Landsmeer, var en nederländsk judoutövare.
Han tog OS-brons i herrarnas halv tungvikt i samband med de olympiska judotävlingarna 1980 i Moskva.